# Francesco Bini
Francesco Bini (Empoli, 2 gennaio 1989) è un calciatore italiano, difensore del Nibbiano & Valtidone.

## Biografia
Sposato con Michela, ha due figli, Clara, nata nel 2018, e Leonardo, nato nel 2023.

## Caratteristiche tecniche
Il ruolo principale di Bini è il centrale di difesa, tuttavia è stato impiegato anche come terzino destro.

## Carriera

### Club
Tesserato per le giovanili del Piacenza dal 2006, ha debuttato in Serie B il 3 maggio 2008 nella sconfitta casalinga per 3-1 contro l'AlbinoLeffe; gioca 5 partite nella stagione 2007-2008 e 7 nella stagione successiva. Nel 2009-2010 si ritaglia un discreto spazio giocando sia da centrale che da terzino destro e totalizza 17 presenze. Nella stagione 2010-2011 gioca poco, totalizzando 5 presenze prima della pausa natalizia.
Dopo altre due presenze in gennaio, viene ceduto in prestito alla Cremonese in cambio di Carlo Gervasoni che passa al Piacenza, anche lui in prestito. Fa il suo debutto con la maglia grigiorossa il 23 gennaio nella vittoria per 1-0 contro il Ravenna. Terminata la stagione con 7 presenze in campionato, non viene riscattato, facendo così ritorno al Piacenza dove comincia la nuova stagione giocando da titolare la partita di Coppa Italia contro il Pontedera, nella quale si fa espellere.
Il 31 agosto, ultimo giorno di calciomercato, viene ceduto in prestito alla Reggina In amaranto non scende mai in campo, e il 31 gennaio successivo torna al Piacenza. Chiude la stagione con 7 presenze in campionato e 2 nei play-out che sanciscono la retrocessione del Piacenza in Seconda Divisione. Al termine della stagione rimane svincolato, a causa del fallimento del club emiliano.
Nel settembre successivo viene ingaggiato dal Treviso, sempre in Prima Divisione. Fa il suo debutto con la nuova squadra il 3 ottobre successivo nella sconfitta in Coppa Italia Lega Pro per 0-2 contro il Bassano, e con la formazione veneta totalizza 10 presenze in campionato; nel gennaio 2013 viene ceduto al Mantova, in uno scambio che porta Andrea Burato al Treviso. Fa il suo debutto con i lombardi il 24 febbraio successivo nella vittoria per 2-1 in casa della Giacomense. Sigla il suo primo gol con la maglia del Mantova e assoluto in carriera il 10 marzo, nella vittoria per 2-1 in casa del Casale.
Svincolato dal Mantova, nel luglio 2014 torna a Piacenza, ingaggiato dal Pro Piacenza appena promosso in terza serie. Debutta con i rossoneri il successivo 7 agosto nella sconfitta casalinga per 1-0 contro la Reggiana valida per la fase a gironi di Coppa Italia Lega Pro.  Segna la sua prima rete con i rossoneri il 7 settembre 2014 nella vittoria per 3-0 contro il Forlì. Termina la stagione con 35 presenze e 3 in campionato, 2 presenze in Coppa Italia e 2 nei play-out contro il Forlì nei quali il Pro Piacenza ottiene la salvezza. Confermato anche per la stagione successiva, con l'arrivo di William Viali sulla panchina dei piacentini viene nominato capitano. Termina la stagione con 28 presenze e 2 reti in campionato, 3 presenze e 1 rete in Coppa Italia Lega Pro e 2 presenze nei play-out nei quali il Pro Piacenza ottiene la salvezza.
Dopo un'ulteriore stagione con i rossoneri, nel 2017 torna in forza al Piacenza. Segna il suo primo gol con i biancorossi il 12 agosto nella sconfitta 2-1 sul campo del Crotone valida per il terzo turno di Coppa Italia. Nella stagione totalizza 21 presenze ed una rete in campionato, 4 presenze ed una rete nei play-off, nei quali il Piacenza viene eliminato agli ottavi di finale, 2 presenze ed una rete in coppa Italia ed una presenza in Coppa Italia Serie C.
Nell'estate 2018, scaduto il contratto col Piacenza, rimane svincolato, accasandosi, poi, al Gozzano, neopromosso in Serie C. Fa il suo debutto con i piemontesi il 12 agosto successivo nella partita pareggiata 2-2 contro la Pro Patria valida per la fase a gironi di Coppa Italia serie C. Il 23 dicembre, nella partita casalinga contro l'Arezzo persa per 1-0, si rompe il legamento crociato anteriore, terminando anzitempo la stagione dopo aver totalizzato 18 presenze in campionato e 3 in coppa Italia serie C.
A fine stagione per motivi familiari torna in provincia di Piacenza firmando con la Vigor Carpaneto, formazione militante nel campionato di serie D. Debutta con i biancazzurri il 22 settembre 2019 nella partita persa 3-1 sul campo del Mantova. Il 20 ottobre, nella partita pareggiata per 1-1 contro il Progresso, segna la sua prima rete con la nuova maglia. L'8 dicembre, nella partita vinta per 5-2 contro il Franciacorta, segna la sua prima doppietta in carriera. Alla fine della stagione, terminata anzitempo a causa dello scoppio della pandemia causata dal coronavirus COVID-19 e culminata con la salvezza ottenuta dalla Vigor Carpaneto, totalizza 5 reti in 18 presenze di campionato.
Per la stagione 2020-2021 si trasferisce alla Folgore Caratese, militante anch'essa in Serie D. Fa il suo debutto con i lombardi il 4 ottobre 2020 nella sfida casalinga contro il Derthona persa per 1-0. Chiude la stagione con i lombardi totalizzando 29 presenze senza reti.
Nel luglio 2021 si trasferisce al Legnano, militante anch'esso in Serie D. Fa il suo debutto con i lilla il 19 settembre 2021 nella partita pareggiata per 1-1 sul campo della Virtus CiseranoBergamo, nella quale mette a segno una rete.
Dal luglio 2021 frequenta il corso da allenatore UEFA B, ottenendo poi l'abilitazione nel successivo mese di novembre.
Terminata la stagione con i lilla con 31 presenze e una rete in campionato, due presenze nei play-off e una in Coppa Italia Serie D, nell'estate 2022 si trasferisce al Franciacorta, altra formazione lombarda militante nel massimo campionato dilettantistico italiano. Debutta con i bresciani il 28 agosto 2022 nella partita vinta per 1-0 contro la Casatese valida per il primo turno di Coppa Italia Serie D. Il 28 settembre successivo, nella partita vinta per 2-1 contro la Folgore Caratese, segna la sua prima rete in maglia bresciana.
Dopo aver totalizzato 32 presenze e 5 reti in campionato, a cui si aggiunge una presenza in Coppa Italia Serie D, per la stagione 2023-2024 si trasferisce al Pro Palazzolo, altra società bresciana militante in Serie D, con cui debutta il 3 settembre 2023 nella sfida valida per il primo turno di Coppa Italia Serie D vinta per 5-1 contro l'Atletico Castegnato. Con i bresciani rimane un'unica stagione totalizzando 23 presenze, condite da un assist, in campionato e 4 in Coppa Italia Serie D.
Nel luglio 2024 ritorna nuovamente nel Piacentino accasandosi al Nibbiano & Valtidone, squadra militante in Eccellenza con cui debutta il 25 agosto 2024 nella partita vinta per 4-0 contro il Salsomaggiore valida per la fase regionale di Coppa Italia Dilettanti. La prima rete con i piacentini arriva il 12 gennaio 2025, nella vittoria per 9-1 sul Virtus Castelfranco. Con i valtidonesi raggiunge la finale regionale della Coppa Italia Dilettanti contro il Gambettola nella quale sbaglia il suo tiro di rigore nella sequenza che dà la vittoria ai cesenati.

### Nazionale
Nel 2009 con la nazionale italiana Under 20 partecipa ai Giochi del Mediterraneo, vincendo nell'occasione la medaglia d'argento, e, poi, ai mondiali Under-20 giocati da titolare; è fra i tre Azzurrini espulsi in occasione dei quarti di finale persi contro l'Ungheria.

## Statistiche

### Presenze e reti nei club
Statistiche aggiornate all'11 maggio 2025.
| Stagione            | Squadra              | Campionato          | Campionato | Campionato | Coppe nazionali | Coppe nazionali | Coppe nazionali | Coppe continentali | Coppe continentali | Coppe continentali | Totale | Totale |
| Stagione            | Squadra              | Comp                | Pres       | Reti       | Comp            | Pres            | Reti            | Comp               | Pres               | Reti               | Pres   | Reti   |
| ------------------- | -------------------- | ------------------- | ---------- | ---------- | --------------- | --------------- | --------------- | ------------------ | ------------------ | ------------------ | ------ | ------ |
| 2006-2007           | Piacenza             | B                   | 0          | 0          | CI              | 0               | 0               | -                  | -                  | -                  | 0      | 0      |
| 2007-2008           | Piacenza             | B                   | 5          | 0          | CI              | 0               | 0               | -                  | -                  | -                  | 5      | 0      |
| 2008-2009           | Piacenza             | B                   | 7          | 0          | CI              | 0               | 0               | -                  | -                  | -                  | 7      | 0      |
| 2009-2010           | Piacenza             | B                   | 17         | 0          | CI              | 1               | 0               | -                  | -                  | -                  | 18     | 0      |
| 2010-gen. 2011      | Piacenza             | B                   | 7          | 0          | CI              | 2               | 0               | -                  | -                  | -                  | 9      | 0      |
| gen.-giu.2011       | Cremonese            | 1D                  | 7          | 0          | -               | -               | -               | -                  | -                  | -                  | 7      | 0      |
| ago. 2011           | Piacenza             | 1D                  | 0          | 0          | CI              | 1               | 0               | -                  | -                  | -                  | 1      | 0      |
| 2011-2012           | Reggina              | B                   | 0          | 0          | CI              | 0               | 0               | -                  | -                  | -                  | 0      | 0      |
| gen.-giu. 2012      | Piacenza             | 1D                  | 7+2        | 0          | CI+CI LP        | 0+2             | 0               | -                  | -                  | -                  | 9+2    | 0      |
| 2012-gen. 2013      | Treviso              | PD                  | 10         | 0          | CILP            | 1               | 0               | -                  | -                  | -                  | 11     | 0      |
| gen.-giu. 2013      | Mantova              | SD                  | 9          | 2          | CILP            | 0               | 0               | -                  | -                  | -                  | 9      | 2      |
| 2013-2014           | Mantova              | SD                  | 27         | 2          | CILP            | 1               | 0               | -                  | -                  | -                  | 28     | 2      |
| Totale Mantova      | Totale Mantova       | Totale Mantova      | 36         | 4          |                 | 1               | 0               |                    | -                  | -                  | 37     | 4      |
| 2014-2015           | Pro Piacenza         | LP                  | 35+2       | 3          | CILP            | 2               | 0               | -                  | -                  | -                  | 39     | 3      |
| 2015-2016           | Pro Piacenza         | LP                  | 28+2       | 2          | CILP            | 3               | 1               | -                  | -                  | -                  | 33     | 3      |
| 2016-2017           | Pro Piacenza         | LP                  | 35         | 1          | CILP            | 3               | 1               | -                  | -                  | -                  | 38     | 2      |
| Totale Pro Piacenza | Totale Pro Piacenza  | Totale Pro Piacenza | 98+4       | 6          |                 | 8               | 2               |                    | -                  | -                  | 110    | 8      |
| 2017-2018           | Piacenza             | C                   | 21+4       | 1+1        | CI+CIC          | 2+1             | 1+0             | -                  | -                  | -                  | 28     | 3      |
| Totale Piacenza     | Totale Piacenza      | Totale Piacenza     | 64+6       | 1+1        |                 | 9               | 1               |                    | -                  | -                  | 79     | 3      |
| 2018-2019           | Gozzano              | C                   | 18         | 0          | CIC             | 3               | 0               | -                  | -                  | -                  | 21     | 0      |
| 2019-2020           | Vigor Carpaneto      | D                   | 18         | 5          | CI-D            | 0               | 0               | -                  | -                  | -                  | 18     | 5      |
| 2020-2021           | Folgore Caratese     | D                   | 29         | 0          | -               | -               | -               | -                  | -                  | -                  | 29     | 0      |
| 2021-2022           | Legnano              | D                   | 31+2       | 1          | CI-D            | 1               | 0               | -                  | -                  | -                  | 34     | 1      |
| 2022-2023           | Franciacorta         | D                   | 32         | 5          | CI-D            | 1               | 0               | -                  | -                  | -                  | 33     | 5      |
| 2023-2024           | Pro Palazzolo        | D                   | 23         | 0          | CI-D            | 4               | 0               | -                  | -                  | -                  | 27     | 0      |
| 2024-2025           | Nibbiano & Valtidone | Ecc                 | 18+1       | 3          | CI-Dil ER       | 4               | 0               | -                  | -                  | -                  | 23     | 3      |
| Totale carriera     | Totale carriera      | Totale carriera     | 397        | 26         |                 | 32              | 3               |                    | -                  | -                  | 429    | 29     |